# 嵯岗双娃牧场
嵯岗双娃牧场是中国内蒙古自治区呼伦贝尔市新巴尔虎左旗下辖的一个类似乡级单位。

## 行政区划
嵯岗双娃牧场共辖以下地区：
第一管理区、第二管理区、乌力吉图管理区、阿都特管理区、嘎洛托管理区、湖北管理区。